# Summit (Grönland)
Der Summit (englisch für „Gipfel“) ist mit einer Höhe von 3231 m der Gipfel des Grönländischen Eisschildes und der Name einer dort befindlichen Station.

## Lage
Der Summit befindet sich relativ zentral auf dem Rücken des grönländischen Inlandeises im südwestlichen Bereich des Nordost-Grönland-Nationalparks. Die nächstgelegenen Städte an der Küste sind im Osten Ittoqqortoormiit in 620 km Entfernung und im Westen Uummannaq in 520 km Entfernung. Die nächstgelegenen Küstenbereiche sind etwa 300 km entfernt und liegen im Osten.

## Geschichte
1989 wurde das Summit Camp gegründet, um dort den Eisbohrkern GISP2 entnehmen zu können. Durch die Finanzierung der National Science Foundation im Jahr 1999 wurde das Camp zu einer Station ausgebaut und in Summit Station umbenannt. Seit der Gründung wird die Station ganzjährig für wissenschaftliche Forschung aus verschiedenen Fachdisziplinen genutzt, darunter Meteorologie, Glaziologie, Atmosphärenchemie und Astrophysik. Ein besonderer Fokus liegt hierbei auf der Forschung von Klimaveränderungen. Neben der Finanzierung durch die National Science Foundation wird die Station heute durch Arctic Research Operations des Battelle-Instituts betrieben, unterstützt durch das Science Coordination Office und die grönländische Regierung.

## Aufbau
Die Winterbesatzung der Station beträgt etwa fünf Personen, während es im Sommer bis zu 45 sind. Die Station ist um das zentrale Big House aufgebaut, das etwa 17 m × 8 m misst. Es hat Büroräume, eine Küche mit Speisesaal und eine Wäscherei sowie Sanitärräume. Das Green House verfügt unter anderem über wissenschaftliche Einrichtungen und zwei Wohnräume und ist über einen Gang mit dem Berthing Module verbunden, wo es unter anderem sechs weitere Wohnräume und einen Gemeinschaftsraum gibt. Im Verbindungsgang befindet sich eine kleine Krankenstation. Eine 10 m × 30 m große mobile Garage kann bewegt werden und dient als Lagerfläche. Das Atmospheric Watch Observatory misst rund 14 m² und dient der Atmosphärenforschung. Die rund 54 m² große Mobile Science Facility kann ebenfalls bewegt werden und dient für wissenschaftliche Experimente. Für die größere Sommerbevölkerung gibt es weitere mobile Schlafräume und ein Zeltlager. Seit 2021 wird in der Nähe das Radio Neutrino Observatory Greenland aufgebaut, ein Observatorium zum Nachweis energiereicher Neutrinos. Neben der Station befindet sich eine 5120 m lange und 60 m breite Schneepiste, die vor allem von LC-130 Hercules und Twin Otter angeflogen wird.

## Klima
Die jährliche Durchschnittstemperatur am Summit beträgt etwa −32 °C. Eine Wetterstation ca. 70 km westlich hat am 22. Dezember 1991 eine Temperatur von −69,6 °C gemessen. Am 12. Juli 2012 kam es bei Temperaturen um den Gefrierpunkt erstmals seit Beginn der Satellitenbeobachtungen zu einer Eisschmelze, von der 97 Prozent der Fläche des Grönländischen Eisschildes betroffen waren. Im Zuge der zweiten Europahitzewelle kam es Anfang August 2019 abermals zu so einem Ereignis. Am 14. August 2021 hat es am Summit zum ersten Mal seit dem späten 19. Jahrhundert wieder geregnet.